# Deshin Shegpa
Deshin Shegpa (1384-1415), ook Deshin Shegpa, was de vijfde gyalwa karmapa, hoofd van de kagyüschool van het Tibetaans boeddhisme.
Deshin Shegpa werd in Nyang Dam, in de regio Nyingtri in het zuiden van Tibet geboren. Naar verluidt zei hij na geboorte: Ik ben de karmapa. Om mani padme hum shri. Deshin Shegpa werd naar Tsawa Phu gebracht die hem erkende als reïncarnatie van de karmapa. Hij reisde veel door Tibet en Mongolië en onderwees veel mensen in het nut van geweldloosheid.
Nadat hij zijn opleiding had voltooid werd hij in 1406 uitgenodigd door de keizer van China, omdat de keizer een visioen van Avalokitesvara had gehad. Na een tocht van drie jaar kwam hij bij het keizerlijke paleis aan, waar hij door tienduizenden monniken werd verwelkomd. Hij overtuigde de keizer ervan dat er voor verschillende mensen verschillende religies waren en voorkwam daarmee verschillende oorlogen. In 1410 keerde hij terug in Tsurphu waar hij het klooster liet herbouwen, dat door een aardbeving zwaar beschadigd was geraakt.